# Emile Edwin Smith
Emile Edwin Smith (* 7. Oktober 1971 in Sierra Madre, Los Angeles County, Kalifornien) ist ein US-amerikanischer Filmregisseur, Filmproduzent, Drehbuchautor, Filmschauspieler und Visual Effects Supervisor.

## Leben
Smith wurde am 7. Oktober 1971 in Sierra Madre geboren. Er ist seit Ende der 1990er Jahre für visuelle Effekte in Film- und Fernsehproduktionen sowie in Computerspielen zuständig. 2010 erschien der Kurzfilm The Grove, für den er als Regisseur, Drehbuchautor und Produzent fungierte. Seit 2013, mit dem Tierhorrorfernsehfilm Sharknado – Genug gesagt!, wirkt Smith an Filmen des Filmstudios The Asylum mit. Für das Filmstudio führte er 2014 die Regie in den Filmen von Mega Shark vs. Mechatronic Shark und Eiszeitalter – The Age of Ice. Für letzteren Film war er außerdem als Drehbuchautor zuständig und wirkte in der Rolle des Hurley mit. 2015 fungierte er für den Film Flight World War II – Zurück im Zweiten Weltkrieg als Regisseur. 2016 erschien der Tierhorrorfernsehfilm Ice Sharks – Der Tod hat rasiermesserscharfe Zähne, für den er als Regisseur und Drehbuchautor verantwortlich war. Außerdem verkörperte er die Rolle des Radio Operator MacReady. Nach weiteren Tätigkeiten als Visual Effects Supervisor an unter anderen Sharknado 2, Sharknado 3, Sharknado 4 oder auch Sharknado 5: Global Swarming war er in derselben Funktion an mehreren Episoden der Fernsehserien SMILF, Blindspot, Power und The Ghost Bride tätig.

## Filmografie (Auswahl)

### Regie
- 2010: The Grove (Kurzfilm; auch Produktion)
- 2014: Mega Shark vs. Mechatronic Shark
- 2014: Eiszeitalter – The Age of Ice (Age of Ice)
- 2015: Flight World War II – Zurück im Zweiten Weltkrieg (Flight World War II)
- 2016: Ice Sharks – Der Tod hat rasiermesserscharfe Zähne (Ice Sharks, Fernsehfilm)

### Drehbuch
- 2010: The Grove (Kurzfilm)
- 2014: Eiszeitalter – The Age of Ice (Age of Ice)
- 2016: Ice Sharks – Der Tod hat rasiermesserscharfe Zähne (Ice Sharks, Fernsehfilm)

### Schauspiel
- 2014: Eiszeitalter – The Age of Ice (Age of Ice)
- 2016: Ice Sharks – Der Tod hat rasiermesserscharfe Zähne (Ice Sharks, Fernsehfilm)

## Visuelle Effekte (Auswahl)
- 1997: Turbo: Der Power Rangers Film (Turbo: A Power Rangers Movie)
- 1997: Der Schakal (The Jackal)
- 1998: Batman & Mr. Freeze – Eiszeit (Batman & Mr. Freeze: SubZero)
- 1998: Talos – Die Mumie (Tale of the Mummy)
- 1999: Providence (Fernsehserie)
- 1999: Thumb Wars: The Phantom Cuticle (Fernsehfilm)
- 1999–2000: Starship Troopers (Animationsserie, 3 Episoden)
- 2001: Mimic 2
- 2001: Zu Warriors
- 2002: Superfire – Inferno in Oregon (Superfire, Fernsehfilm)
- 2002: Project Viper (Fernsehfilm)
- 2002: Linkin Park: Pts.Of.Athrty (Musikvideo)
- 2002: Twilight Zone (The Twilight Zone, Fernsehserie)
- 2002–2003: Firefly – Der Aufbruch der Serenity (Firefly, Fernsehserie, 14 Episoden)
- 2003: Miracles (Fernsehserie)
- 2003: The Extreme Team
- 2003: Battlestar Galactica: Die Miniserie (Battlestar Galactica, Miniserie, 2 Episoden)
- 2004: Century City (Fernsehserie, 9 Episoden)
- 2004: Battlestar Galactica (Fernsehserie)
- 2004: NYPD 2069 (Fernsehfilm)
- 2005: Serenity – Flucht in neue Welten (Serenity)
- 2006: Beyond (Fernsehfilm)
- 2007: Command & Conquer 3: Tiberium Wars (Computerspiel)
- 2007: Chuck (Fernsehserie, Episode 1x08)
- 2008: Get Smart
- 2008: The Starter Wife – Alles auf Anfang (The Starter Wife, Fernsehserie, Episode 1x08)
- 2008: The Prince of Motor City (Fernsehfilm)
- 2009: Reaper – Ein teuflischer Job (Reaper, Fernsehserie, 5 Episoden)
- 2009: The Job
- 2010: The Grove (Kurzfilm)
- 2010: Die Legende von Aang (The Last Airbender)
- 2011: Rango
- 2011: The Secret Circle (Fernsehserie, Episode 1x01)
- 2011: Charlie’s Angels (Fernsehserie, Episode 1x01)
- 2013: Sharknado – Genug gesagt! (Sharknado, Fernsehfilm)
- 2013: Battledogs (Fernsehfilm)
- 2014: Mega Shark vs. Mechatronic Shark
- 2014: American Warship 2 (Bermuda Tentacles, Fernsehfilm)
- 2014: Sharknado 2 (Sharknado 2: The Second One, Fernsehfilm)
- 2014: Eiszeitalter – The Age of Ice (Age of Ice)
- 2015: Flight World War II – Zurück im Zweiten Weltkrieg (Flight World War II)
- 2015: Sharknado 3 (Sharknado 3: Oh Hell No!, Fernsehfilm)
- 2016: Zoombies – Der Tag der Tiere ist da! (Zoombies)
- 2016: Ice Sharks – Der Tod hat rasiermesserscharfe Zähne (Ice Sharks, Fernsehfilm)
- 2016: Sharknado 4 (Sharknado: The 4th Awakens, Fernsehfilm)
- 2016: Trolland (Animationsfilm)
- 2017: Oceans Rising
- 2017: Jurassic School
- 2017: Sharknado 5: Global Swarming (Fernsehfilm)
- 2017: Troy: The Odyssey
- 2019: SMILF (Fernsehserie, 10 Episoden)
- 2019: Blindspot (Fernsehserie, 7 Episoden)
- 2019–2020: Power (Fernsehserie, 15 Episoden)
- 2020: The Ghost Bride (Fernsehserie, 6 Episoden)